# Bad Orb
Bad Orb is een plaats in de Duitse deelstaat Hessen, gelegen in de Main-Kinzig-Kreis. De stad telt 10.295 inwoners.

## Geografie
Bad Orb heeft een oppervlakte van 47,78 km² en ligt in het centrum van Duitsland, iets ten westen van het geografisch middelpunt.
Bad Orb · Bad Soden-Salmünster · Biebergemünd · Birstein · Brachttal · Bruchköbel · Erlensee · Flörsbachtal · Freigericht · Gelnhausen · Großkrotzenburg · Gründau · Hammersbach · Hanau · Hasselroth · Jossgrund · Langenselbold · Linsengericht · Maintal · Neuberg · Niederdorfelden · Nidderau · Rodenbach · Ronneburg · Schlüchtern · Schöneck · Sinntal · Steinau an der Straße · Wächtersbach